# 克勒耶什蒂鄉

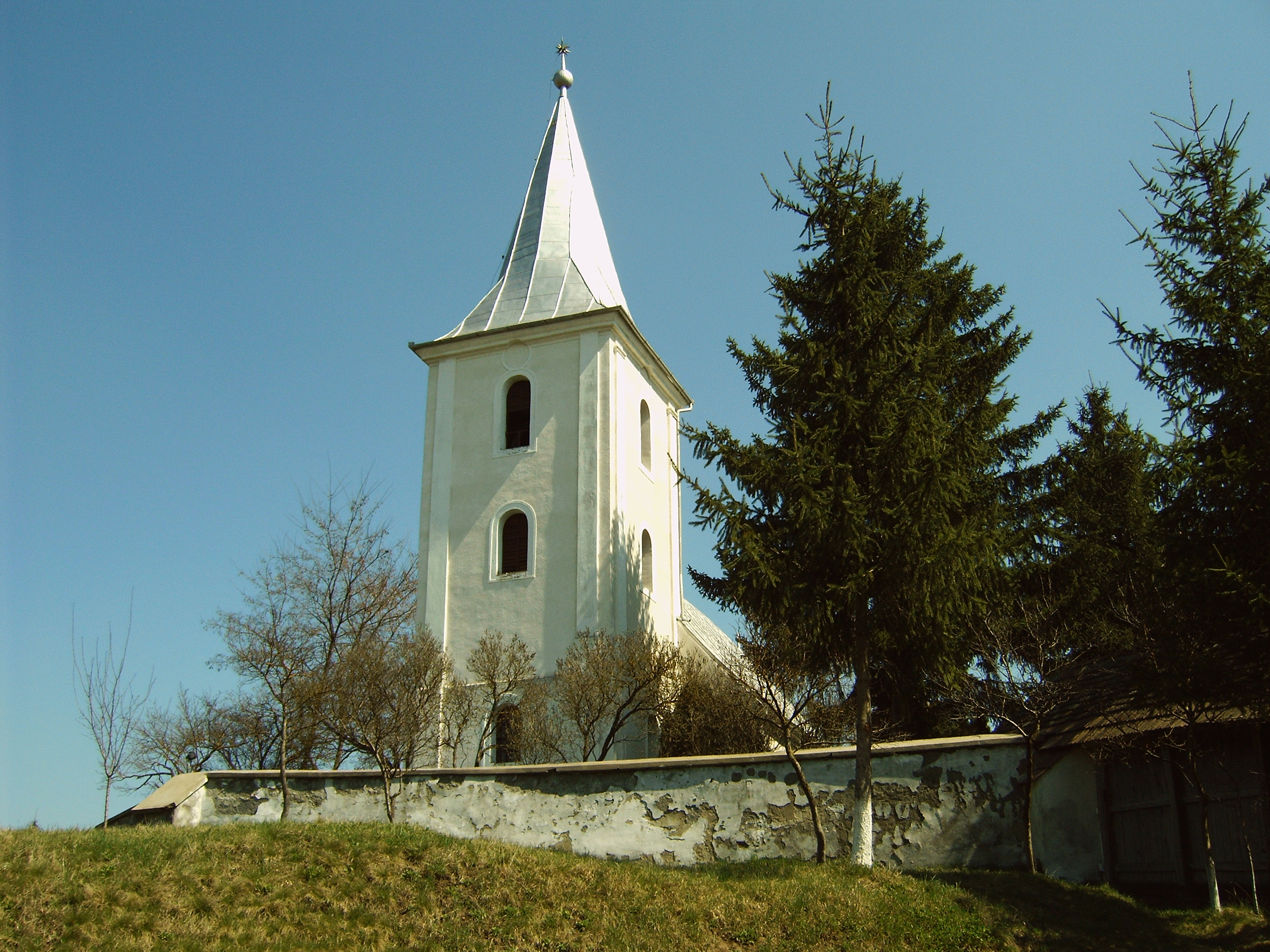

46°45′N 24°25′E / 46.750°N 24.417°E
克勒耶什蒂鄉（羅馬尼亞語：Comuna Crăiești, Mureș），是羅馬尼亞的鄉份，位於該國中部，由穆列什縣負責管轄，處於布加勒斯特西北面290公里，每年平均降雨量784毫米，海拔高度376米，2007年人口994。